# Listă de filme de aventură din anii 1960
Aceasta este o listă de filme de aventură din anii 1960:
| 1960                                            |                                                      |                                                                 | |                                                              |
| L'Avventura                                     | Michelangelo Antonioni                               | Gabriele Ferzetti, Monica Vitti, Lea Massari                    | Italia · Franța                                                                                      | film de aventură drama                                       |
| Le Bossu                                        | André Hunebelle                                      | Jean Marais, Bourvil, Hubert Noel                               | Franța · Italia                                                                                      | Costume film de aventură                                     |
| Le Capitan                                      | André Hunebelle                                      | Jean Marais, Bourvil, Elsa Martinelli                           | Franța · Italia                                                                                      | Costume film de aventură                                     |
| Kidnapped                                       | Robert Stevenson                                     | Peter Finch, James MacArthur, Bernard Lee                       | Regatul Unit al Marii Britanii și al Irlandei de Nord · Statele Unite ale Americii                   | [ 4 ]                                                        |
| Spartacus                                       | Stanley Kubrick                                      | Kirk Douglas, Laurence Olivier                                  | Statele Unite ale Americii                                                                           | Costume film de aventură                                     |
| Swiss Family Robinson                           | Ken Annakin                                          | John Mills, Dorothy McGuire, James MacArthur                    | Statele Unite ale Americii · Regatul Unit al Marii Britanii și al Irlandei de Nord                   | Sea film de aventură                                         |
| The Time Machine                                | George Pal                                           | Rod Taylor, Alan Young, Yvette Mimieux, Sebastian Cabot         | Statele Unite ale Americii                                                                           | Fantasy film de aventură                                     |
| 1961                                            |                                                      |                                                                 | |                                                              |
| Atlas in the Land of the Cyclops                | Antonio Leonviola                                    | Chelo Alonso, Tullio Altamura, Dante DiPaolo                    | Italia                                                                                               | Costume film de aventură                                     |
| The Colossus of Rhodes                          | Sergio Leone                                         | Rory Calhoun, Lea Massari, Georges Marchal                      | Italia · Franța · Spania                                                                             | Costume film de aventură                                     |
| Erik the Conqueror                              | Mario Bava, Gary Levy                                | Cameron Mitchell, Andrea Checchi, Françoise Christophe          | Italia · Franța                                                                                      | Costume film de aventură                                     |
| Flight of the Lost Balloon                      | Nathan H. Juran                                      | Mala Powers, Marshall Thompson, James Lanphier, Douglas Kennedy | Statele Unite ale Americii                                                                           | Film de dragoste film de aventură                            |
| Hercules in the Haunted World                   | Mario Bava                                           | Reg Park                                                        | Italia                                                                                               | Costume film de aventură                                     |
| Master of the World                             | William Witney                                       | Vincent Price, Charles Bronson, Henry Hull                      | Statele Unite ale Americii                                                                           | Fantasy film de aventură, costume film de aventură           |
| Insula misterioasă                              | Cy Raker Endfield                                    | Michael Craig, Joan Greenwood, Michael Callan                   | Regatul Unit al Marii Britanii și al Irlandei de Nord · Statele Unite ale Americii                   | Fantasy film de aventură                                     |
| The Phantom Planet                              | William Marshall                                     | Allyson Ames, Francis X. Bushman, Mel Curtis                    | Statele Unite ale Americii                                                                           | Space film de aventură                                       |
| The Rage of the Buccaneers                      | Mario Costa                                          | Guistino Durano, Vincent Price, Mario Feliciani                 | Italia                                                                                               | Film de dragoste film de aventură                            |
| Samson and the Seven Miracles of the World      | Riccardo Freda                                       | Gordon Scott, Leonardo Severini                                 | Italia · Franța                                                                                      | [ 17 ]                                                       |
| Voyage to the Bottom of the Sea                 | Irwin Allen                                          | Walter Pidgeon, Joan Fontaine, Barbara Eden                     | Statele Unite ale Americii                                                                           | film de aventură drama                                       |
| Yojimbo                                         | Akira Kurosawa                                       | Toshirō Mifune, Eijiro Tono, Tatsuya Nakadai                    | Japonia                                                                                              | Costume film de aventură                                     |
| 1962                                            |                                                      |                                                                 | |                                                              |
| Omul amfibie                                    | Gennadiy Kazansky                                    | Vladimir Korenev, Anastasia Vertinskaya, Mikhail Kozakov        | Uniunea Republicilor Sovietice Socialiste                                                            | Film de dragoste, SF, film de aventură, sea film de aventură |
| Cartouche                                       | Philippe de Broca                                    | Jean-Paul Belmondo, Claudia Cardinale, Jean Rochefort           | Franța · Italia                                                                                      | Film de dragoste film de aventură, costume film de aventură  |
| Confessions of an Opium Eater                   | Albert Zugsmith                                      | Vincent Price                                                   | Statele Unite ale Americii                                                                           | [ 22 ]                                                       |
| Cyrano et d'Artagnan                            | Abel Gance, Nelly Kaplan                             | José Ferrer, Mel Ferrer, Jean-Pierre Cassel                     | Franța · Italia · Spania                                                                             | Film de dragoste film de aventură                            |
| Hatari!                                         | Howard Hawks                                         | John Wayne, Hardy Kruger, Elsa Martinelli, Gérard Blain         | Statele Unite ale Americii                                                                           | Film de dragoste film de aventură, film de aventură comedy   |
| H.M.S. Defiant                                  | Lewis Gilbert                                        | Alec Guinness, Dirk Bogarde, Anthony Quayle                     | Regatul Unit al Marii Britanii și al Irlandei de Nord                                                | film de aventură drama                                       |
| Il Colpo Segreto di D'Artagnan                  | Siro Marcellini                                      | Mario Petri, Alessandra Panaro, Magali Noël                     | Italia                                                                                               | Costume film de aventură                                     |
| In Search of the Castaways                      | Robert Stevenson                                     | Maurice Chevalier, Hayley Mills, George Sanders                 | Regatul Unit al Marii Britanii și al Irlandei de Nord · Statele Unite ale Americii                   | Family-oriented film de aventură                             |
| L'Invincibile Cavaliere Mascherato              | Umberto Lenzi                                        | Pierre Brice, Helene Chanel, Daniele Vargas                     | Italia · Franța                                                                                      | [ 28 ]                                                       |
| Le Masque de Fer                                | Henri Decoin                                         | Jean Marais, Claudine Auger, Jean-Francois Poron                | Franța · Italia                                                                                      | Costume film de aventură                                     |
| Mutiny on the Bounty                            | Lewis Milestone                                      | Marlon Brando, Trevor Howard, Richard Harris                    | Statele Unite ale Americii                                                                           | film de aventură drama                                       |
| Sanjuro                                         | Akira Kurosawa                                       | Toshirō Mifune, Yuzo Kayama, Tatsuya Nakadai                    | Japonia                                                                                              | [ 31 ]                                                       |
| 1963                                            |                                                      |                                                                 | |                                                              |
| Gladiators 7                                    | Alberto De Martino, Pedro Lazaga                     | Richard Harrison, Loredana Nusciak, Livio Lorenzon              | Italia · Spania                                                                                      | [ 32 ]                                                       |
| Marea Evadare                                   | John Sturges                                         | Steve McQueen, James Garner, Richard Attenborough, James Donald | Statele Unite ale Americii                                                                           | Film de aventură                                             |
| The Incredible Journey                          | Fletcher Markle                                      | Emile Genest, John Drainie, Tommy Tweed                         | Statele Unite ale Americii                                                                           | Family-oriented film de aventură                             |
| Jason and the Argonauts                         | Don Chaffey                                          | Todd Armstrong, Nancy Kovack, Gary Raymond                      | Regatul Unit al Marii Britanii și al Irlandei de Nord · Statele Unite ale Americii                   | Fantasy film de aventură                                     |
| Lancelot and Guinevere                          | Cornel Wilde                                         | Cornel Wilde, Jean Wallace, Brian Aherne                        | Regatul Unit al Marii Britanii și al Irlandei de Nord · Statele Unite ale Americii                   | Film de dragoste film de aventură                            |
| Savage Sam                                      | Norman Tokar                                         | Brian Keith, Tommy Kirk, Dewey Martin                           | Statele Unite ale Americii                                                                           | film de aventură drama                                       |
| Tom Jones                                       | Tony Richardson                                      | Albert Finney, Susannah York, Hugh Griffith, Edith Evans        | Regatul Unit al Marii Britanii și al Irlandei de Nord                                                | Costume film de aventură                                     |
| Zorro Contro Maciste                            | Umberto Lenzi                                        | Pierre Brice, Moira Orfei, Maria Grazia Spina                   | Italia                                                                                               | [ 39 ]                                                       |
| 1964                                            |                                                      |                                                                 | |                                                              |
| Angelique Marquise Des Anges                    | Bernard Borderie                                     | Michele Mercier, Robert Hossein, Jean Rochefort                 | Franța · Italia · Germania de Vest                                                                   | [ 40 ]                                                       |
| Goliath and the Sins of Babylon                 | Michele Lupo                                         | Eleanora Bianchi, Erno Crisa, Mark Forest                       | Italia                                                                                               | Costume film de aventură                                     |
| Greed in the Sun                                | Henri Verneuil                                       | Jean-Paul Belmondo, Lino Ventura, Reginald Kernan               | Franța · Italia                                                                                      | film de aventură comedy                                      |
| Hardi Pardaillan                                | Bernard Borderie                                     | Gérard Barray, Valerie Lagrange, Philippe Lemaire               | Franța · Italia                                                                                      | Costume film de aventură                                     |
| Hercules Against the Moon Men                   | Giacomo Gentilomo                                    | Sergio Ciani                                                    | Italia · Franța                                                                                      | Costume film de aventură                                     |
| Robinson Crusoe on Mars                         | Byron Haskin                                         | Paul Mantee, Vic Lundin, Adam West                              | Statele Unite ale Americii                                                                           | Space film de aventură                                       |
| Omul din Rio                                    | Philippe de Broca                                    | Jean-Paul Belmondo, Françoise Dorléac, Jean Servais             | Franța · Italia                                                                                      | film de aventură comedy                                      |
| Trenul                                          | John Frankenheimer                                   | Burt Lancaster, Paul Scofield, Jeanne Moreau                    | Statele Unite ale Americii · Franța · Italia                                                         | War film de aventură                                         |
| La Tulipe Noire                                 | Christian-Jaque                                      | Alain Delon, Dawn Addams, Virna Lisi                            | Franța · Italia · Spania                                                                             | Costume film de aventură                                     |
| 1965                                            |                                                      |                                                                 | |                                                              |
| The Amorous film de aventurăs of Moll Flanders  | Terence Young                                        | Kim Novak, Richard Johnson, Angela Lansbury                     | Regatul Unit al Marii Britanii și al Irlandei de Nord                                                | film de aventură comedy                                      |
| Angelique et le Roi                             | Bernard Borderie                                     | Michele Mercier, Robert Hossein, Sami Frey                      | Franța · Italia · Germania de Vest                                                                   | Costume film de aventură, Film de dragoste film de aventură  |
| Chinese film de aventurăs in China              | Philippe de Broca                                    | Jean-Paul Belmondo, Ursula Andress, Jean Rochefort              | Franța · Italia                                                                                      | film de aventură comedy, Film de dragoste film de aventură   |
| A High Wind in Jamaica                          | Alexander MacKendrick                                | Anthony Quinn, James Coburn, Dennis Price                       | Regatul Unit al Marii Britanii și al Irlandei de Nord · Statele Unite ale Americii                   | film de aventură drama                                       |
| Marco the Magnificent                           | Christian-Jaque, Denys de la Patellière, Noel Howard | Anthony Quinn, Horst Buchholz, Elsa Martinelli                  | Italia · Franța                                                                                      | [ 53 ]                                                       |
| Merveilleuse Angelique                          | Bernard Borderie                                     | Michele Mercier, Jean-Louis Trintignant, Jean Rochefort         | Franța · Italia · Germania de Vest                                                                   | Costume film de aventură, Film de dragoste film de aventură  |
| Those Magnificent Men in Their Flying Machines  | Ken Annakin                                          | Stuart Whitman, Sarah Miles, James Fox                          | Statele Unite ale Americii · Regatul Unit al Marii Britanii și al Irlandei de Nord                   | Film de dragoste film de aventură, film de aventură comedy   |
| Viva Maria!                                     | Louis Malle                                          | Brigitte Bardot, Jeanne Moreau, George Hamilton                 | Franța · Italia                                                                                      | film de aventură comedy, costume film de aventură            |
| Von Ryan's Express                              | Mark Robson                                          | Frank Sinatra, Trevor Howard                                    | Statele Unite ale Americii                                                                           | War film de aventură                                         |
| Voyage to the Prehistoric Planet                | John Sebastian                                       | Basil Rathbone, Faith Domergue, Marc Shannon                    | Statele Unite ale Americii                                                                           | Space film de aventură                                       |
| War Gods of the Deep                            | Jacques Tourneur                                     | Vincent Price, Tab Hunter, Susan Hart                           | Regatul Unit al Marii Britanii și al Irlandei de Nord · Statele Unite ale Americii                   | Fantasy film de aventură                                     |
| 1966                                            |                                                      |                                                                 | |                                                              |
| L'armata Brancaleone                            | Mario Monicelli                                      | Vittorio Gassman, Catherine Spaak, Gian Maria Volonté           | Italia · Franța                                                                                      | film de aventură comedy                                      |
| Around the World Under the Sea                  | Andrew Martin, Andrew Marton                         | Lloyd Bridges, Shirley Eaton, Brian Kelly, David McCallum       | Statele Unite ale Americii                                                                           | Sea film de aventură                                         |
| Beau Geste                                      | Douglas Heyes                                        | Guy Stockwell, Doug McClure                                     | Statele Unite ale Americii                                                                           | [ 62 ]                                                       |
| Fantastic Voyage                                | Richard Fleischer                                    | Stephen Boyd, Raquel Welch, Edmond O'Brien                      | Statele Unite ale Americii                                                                           | Family-oriented film de aventură                             |
| Marea hoinăreală                                | Gérard Oury                                          | Bourvil, Louis de Funès, Terry-Thomas                           | Franța · Regatul Unit al Marii Britanii și al Irlandei de Nord                                       | film de aventură comedy, war film de aventură                |
| One Million Years B.C.                          | Don Chaffey                                          | Raquel Welch, John Richardson, Percy Herbert                    | Regatul Unit al Marii Britanii și al Irlandei de Nord · Statele Unite ale Americii                   | [ 65 ]                                                       |
| The Sand Pebbles                                | Robert Wise                                          | Steve McQueen, Richard Attenborough, Richard Crenna             | Statele Unite ale Americii                                                                           | Film de dragoste film de aventură                            |
| Voyage to the Planet of Prehistoric Women       | Derek Thomas                                         | Mamie van Doren, Mary Mark, Paige Lee                           | Statele Unite ale Americii                                                                           | Space film de aventură                                       |
| Women of the Prehistoric Planet                 | Arthur C. Pierce                                     | Wendell Corey, Keith Larsen, John Agar                          | Statele Unite ale Americii                                                                           | Space film de aventură                                       |
| 1967                                            |                                                      |                                                                 | |                                                              |
| The Dirty Dozen                                 | Robert Aldrich                                       | Lee Marvin, Ernest Borgnine, Charles Bronson                    | Regatul Unit al Marii Britanii și al Irlandei de Nord · Statele Unite ale Americii                   | War film de aventură                                         |
| Indomptable Angelique                           | Bernard Borderie                                     | Michele Mercier, Robert Hossein, Roger Pigaut                   | Franța · Italia · Germania de Vest                                                                   | [ 70 ]                                                       |
| The Jungle Book                                 | Wolfgang Reitherman                                  |                                                                 | Statele Unite ale Americii                                                                           | Family-oriented film de aventură                             |
| The Perils of Pauline                           | Joshua Shelley, Herbert B. Leonard                   | Pat Boone, Terry-Thomas, Pamela Austin                          | Statele Unite ale Americii                                                                           | film de aventură comedy, Film de dragoste film de aventură   |
| They Came from Beyond Space                     | Freddie Francis                                      | Robert Hutton, Jennifer Jayne, Zia Mohyeddin                    | Regatul Unit al Marii Britanii și al Irlandei de Nord                                                | Space film de aventură                                       |
| The Viking Queen                                | Don Chaffey                                          | Don Murray, Carita, Donald Houston                              | Statele Unite ale Americii · Regatul Unit al Marii Britanii și al Irlandei de Nord                   | [ 74 ]                                                       |
| 1968                                            |                                                      |                                                                 | |                                                              |
| 2001: A Space Odyssey                           | Stanley Kubrick                                      | Keir Dullea, Gary Lockwood, William Sylvester                   | Regatul Unit al Marii Britanii și al Irlandei de Nord · Statele Unite ale Americii                   | Space film de aventură                                       |
| Angelique et le Sultan                          | Bernard Borderie                                     | Michele Mercier, Robert Hossein, Jean Pascal                    | Franța · Germania de Vest · Italia                                                                   | Costume film de aventură, Film de dragoste film de aventură  |
| Barbarella                                      | Roger Vadim                                          | Jane Fonda, John Phillip Law, Anita Pallenberg                  | Franța · Italia                                                                                      | Space film de aventură                                       |
| Caroline Cherie                                 | Denys de la Patellière                               | Charles Aznavour, Isa Miranda, Jean-Claude Brialy               | Franța · Italia · Germania de Vest                                                                   | [ 78 ]                                                       |
| Thunderbirds Are Go                             | David Lane, Gerry Anderson                           | Sylvia Anderson, Ray Barrett, Alexander Davion                  | Regatul Unit al Marii Britanii și al Irlandei de Nord                                                | Space film de aventură                                       |
| Where Eagles Dare                               | Brian G. Hutton                                      | Richard Burton, Clint Eastwood, Mary Ure                        | Regatul Unit al Marii Britanii și al Irlandei de Nord · Statele Unite ale Americii                   | War film de aventură                                         |
| 1969                                            |                                                      |                                                                 | |                                                              |
| 2000 Years Later                                | Bert Tenzer                                          | John Abbott, Michael Christian, Tony Gardner                    | Statele Unite ale Americii                                                                           | Fantasy film de aventură                                     |
| Those Daring Young Men in Their Jaunty Jalopies | Ken Annakin                                          | Bourvil, Lando Buzzanca, Peter Cook                             | Statele Unite ale Americii · Franța · Italia · Regatul Unit al Marii Britanii și al Irlandei de Nord | film de aventură comedy                                      |
| Under the Banner of Samurai                     | Hiroshi Inagaki                                      | Yujiro Ishihara, Toshirō Mifune, Ganemon Nakamura               | Japonia                                                                                              | film de aventură drama, Film de dragoste film de aventură    |
| Where's Jack?                                   | James Clavell                                        | Tommy Steele, Stanley Baker, Fiona Lewis                        | Regatul Unit al Marii Britanii și al Irlandei de Nord                                                | [ 84 ]                                                       |